# Dark Project: Der Meisterdieb
Dark Project: Der Meisterdieb, auch unter dem Originaltitel Thief: The Dark Project bekannt, ist ein Computerspiel und der erste Teil aus der Thief-Reihe. Es ist eines der ersten Genre-Vertreter des Schleich-Shooters, programmiert von Looking Glass für Microsoft Windows und durch Eidos Interactive 1998 veröffentlicht.

## Handlung

### Hintergrundgeschichte
Der Spieler übernimmt in diesem Spiel die Rolle des Meisterdiebs Garrett, der in einer nicht näher benannten Stadt auf Diebestour geht. Dabei verfügt er über beachtliche Diebesfertigkeiten, über das Öffnen von Schlössern bis zur geradezu unnatürlichen Fähigkeit, in jedweder Art von Schatten unerkannt zu bleiben. Seine Begabung rührt von der Ursache her, dass er in der Jugend seinen Unterhalt als Taschendieb bestreiten musste, bis er die Bekanntschaft einer Geheimorganisation macht, die sich selbst Die Hüter (im Original: The Keepers) nennen, Garretts Fähigkeiten erkennen und ihn in Ausbildung nehmen. Das Spiel beginnt zu dem Zeitpunkt, als Garrett sich entschließt, den Geheimbund zu verlassen und sich in ein neues Diebesabenteuer zu stürzen, wobei er mehr Dinge in Bewegung setzt, als er je beabsichtigt hatte.

### Handlungsverlauf
Nachdem Garrett sich entschied, ein Diebesleben getrennt von seinen einstigen Ausbildern, einer geheimen Gesellschaft, die sich selbst als „Hüter“ bezeichnen, zu beginnen, führt ihn sein Weg wegen seiner hohen Reputation als „Meisterdieb“ zu einem gewissen Constantine. Der beauftragt Garrett damit, ihm ein Artefakt namens Das Auge aus einer zerfallenen Kathedrale der Hammeriten, einer Art fundamentalistischer Kirchenorden, zu beschaffen. Als Garrett die Kathedrale ausfindig macht, muss er jedoch feststellen, dass seine einstigen Gönner, die Hüter, die Kathedrale vor langer Zeit versiegelten. Er macht sich auf die Suche nach den vier Talismanen der Elemente. Die Suche führt ihn dabei in die „vergessene Stadt“ und in den städtischen Tempel der Hammeriten. Mit den Talismanen ist es Garrett nun möglich, die jahrhundertealte Versiegelung der Türen der Kathedrale zu brechen und das „Auge“ an sich zu nehmen. Mit der Hilfe des Geistes des alten Bruder Murus gelingt es Garrett, die Kathedrale lebend zu verlassen. Als er seinem Auftraggeber Constantine das Artefakt übergeben will, gibt dieser sich als der „Schwindler“, eine längst vergessene heidnische Gottheit, zu erkennen. Garrett verliert ein Auge und wird von Constantine dem Tod überlassen; doch die Hüter erscheinen und befreien Garrett. Bei seiner Flucht durch die Katakomben Constantines erkennt Garrett das wahre Ausmaß der Pläne des Schwindlers: Die Welt in ewige Dunkelheit zu stürzen. In seiner verzweifelten Situation will sich Garrett an die Hammeriten wenden, muss jedoch feststellen, dass deren Tempel von den Kreaturen des Schwindlers überrannt wurde. Dennoch findet Garrett Überlebende, die ihn mit einem falschen „Auge“ ausstatten und in den Schlund des Chaos, das Reich Constantines, schicken. Garrett gelingt es schließlich, den Schwindler zu überlisten. Im tiefsten Winter zieht Garrett nach seinem Abenteuer durch die Straßen und trifft dabei den Hüter Artemus, Garretts Ausbilder bei den Hütern. Dieser spricht von der Erfüllung der Prophezeiungen und teilt Garrett mit, dass er sich dem Orden nicht wieder anschließen kann. Als Garrett sich entfernt, warnt Artemus vor dem Anbruch des metallenen Zeitalters.

### Charaktere
- Garrett: Garrett, seines Zeichens Meisterdieb, wurde in jungen Jahren von den Hütern ausgebildet, beschloss aber später, sich von ihnen zu trennen und sein erlerntes Wissen zum Leben als Dieb zu gebrauchen. Er ist der Protagonist des Spiels, ein Antiheld und Eigenbrötler. Obwohl er sich durch die Diebestouren nur seinen Lebensunterhalt verdienen wollte, entwickelte sich alles anders, als er dachte. Während er als kleiner Dieb begann, ist er gegen Ende des Spiels gezwungen, einen Gott selbst zu bestehlen.
- Constantine: Der geheimnisvolle Auftraggeber Garretts ist vom äußerlichen Schein her ein reicher Exzentriker, der Garrett dazu anheuert, für eine Million ein Artefakt mit dem Namen Das Auge zu beschaffen. Als Garrett das besagte Artefakt jedoch überbringen will, offenbart sich die wirkliche Natur Constantines. Er gibt sich selbst als Der Schwindler (gelegentlich auch Waldfürst, im Original Trickster) zu erkennen, eine alte heidnische Gottheit, die den Plan verfolgt, ein Portal zwischen ihrer Welt und der unseren zu errichten, um die Welt ins Chaos und ewige Dunkelheit zu stürzen.
- Viktoria: Sie beauftragt Garrett, ein magisches Schwert aus dem Herrenhaus eines gewissen Constantine zu stehlen. Später stellt sich heraus, dass dies nur eine Probe für die meisterlichen Fähigkeiten Garretts war, da Viktoria und Constantine scheinbar zusammenarbeiten. Gemeinsam mit Constantine offenbart sich ihre wirkliche Natur, sie ist eine Dämonin und Gefolgin des Schwindlers und sie ist es, die Garrett ein Auge herausreißt. Im weiteren Verlauf der Geschichte spielt sie keine Rolle mehr, allerdings nimmt sie im zweiten Teil der Thief-Trilogie einen wichtigen Platz ein.
- Cutty: Garretts Hehler, der für ihn Wertgegenstände in bare Münze umwandelt und gelegentlich auch Aufträge vergibt. Er wird von den Hammeriten verhaftet und stirbt in einer der Zellen, gerade als Garrett kommt, um ihn zu retten.

## Spielprinzip
Jede Mission von Thief spielt in einem abgeschlossenen Level. Im Gegensatz zu den meisten anderen Spielen zum Zeitpunkt der Veröffentlichung ist es jedoch nicht das Ziel, sich durch das Level zum nächsten Ausgang zu kämpfen und dann von dort das nächste Level zu beginnen (typische Spielweise in Ego-Shootern bis heute). Ein Level besteht in der Regel darin, dass die Spielfigur in eine individuelle Umgebung gesetzt wird oder dort eindringen muss, eine Anzahl von Aufträgen erfüllen soll (die sich teilweise während der Mission ändern) und schließlich einen Weg nach draußen zu finden hat.
Vor Beginn der Mission wird der Spieler mithilfe von vorgerenderten Zwischensequenzen in das Level eingeführt. Diese Zwischensequenzen sind animierte Artworks im Stil von beschriebenem Papyrus, die von Garrett (in der deutschen Version gesprochen von Andreas Brucker) näher erläutert werden.
Im Anschluss werden dem Spieler die genauen Ziele einer jeden Mission gezeigt, wobei zwischen drei Schwierigkeitsgraden gewählt werden kann: Normal, Hart oder Experte. Eine Veränderung des Schwierigkeitsgrades hat Einfluss auf die Missionsziele, aber auch auf das Level selbst, so z. B. die Anzahl feindlicher Wachen oder neuer Abschnitte, die es zu erkunden gilt. Außerdem ist es als Experte in der Regel verboten, menschliche Gegner zu töten.
Danach hat der Spieler über das Inventar Einfluss auf Garretts Ausrüstung in der folgenden Mission, denn gefundene Wertgegenstände aus der vorangegangenen Mission können für mehr Waffen oder Ausrüstungsgegenstände in Zahlung gegeben werden. Geld, das nicht ausgegeben wird, kann nicht in die nächste Mission übernommen werden und geht somit verloren.
Die eigentliche Geschichte wird dabei durch die Briefings, Zwischensequenzen und die Missionen selbst erzählt. Zu Beginn jeder Mission werden Zitate der drei großen Fraktionen in Thief angeführt. Zahlreiche Zusatzinformationen über Welt und Geschichte, in der Garrett lebt, können direkt während der Missionen in Form von Gesprächen, Büchern und Schriftrollen oder kurzen Einwürfen von Garrett selbst erfahren werden.

## Entwicklung

Englischsprachiges Logo mit charakteristischem Schriftzug

Durch die Verwendung von Looking Glass eigens programmierter Spiel-Engine Dark Engine unterschied sich Thief im Design stark von anderen zeitgenössischen Computerspielen.
Ziel des Spiels ist es, so weit wie möglich unerkannt zu bleiben und den direkten Kampf zu meiden. Die damals verwendete Licht- und Soundkulisse sowie die KI wurde in kaum einem anderen Spiel geboten – die eigens dafür entwickelte Soundkomponente von Eric Brosius sorgte für eine tiefe, teils suggestive, atmosphärische Kulisse. Die NPCs im Spiel konnten den Spieler sowohl optisch als auch akustisch wahrnehmen und je nach Lage unterschiedlich reagieren, vom einfachen Verfolgen der Lärmquelle bis zum Angreifen und Rennen um Hilfe. Um zu vermeiden, entdeckt zu werden, musste der Spieler von Schatten zu Schatten wechseln, stets außerhalb des Blickes der Gegner bleiben und falls nötig, Fackeln oder andere Lichtquellen löschen, um Verstecke zu erzeugen. Aber auch auf den Untergrund musste geachtet werden: Zu schnelles Laufen auf lautem Metallboden konnte unverhofft zur Entdeckung führen. Weitere Fortschritte im Spielbereich waren große, komplexe Level mit einer Vielzahl an interagierbaren Objekten, die einer Spielphysik unterlagen. Ebenfalls ungewöhnlich für diese Zeit waren die vielfältigen Bewegungsmöglichkeiten für Garrett: Zusätzlich zum gewöhnlichen Gehen, Laufen und Springen war es ihm möglich zu schwimmen, höher gelegene Vorsprünge zu erklimmen, an Seilen heraufzuklettern und sich um Ecken zu lehnen.
Nach dem Ende des offiziellen Supports versuchte die Fan-Gemeinde des Spiels, den Support für neue Hardware und Betriebssysteme über binäre Fanpatches selbst aufrechtzuerhalten. Im Jahre 2010 wurde aufgrund eines Fehlers bei der Verteilung eines Entwickler-SDKs der Dreamcast-Quellcode für die Dark Engine ungewollt öffentlich verfügbar. Im September 2012 wurde ein großes Update der Dark-Engine für Thief 2 verfügbar welcher fehlende Unterstützung für moderne Grafik- und Soundhardware und Betriebssysteme nachrüstet, wahrscheinlich basierend auf dem geleakten Dreamcast-Quellcode. Eine Rück-Portierung dieser Variante für Thief 1 war möglich und mit weiteren Textur- und Missionsfixes der Community wurden dieser Engine-Patch zu einem Community-Patch namens TFix gebündelt.

## Rezeption
Dark Project: Der Meisterdieb wurde von den Kritikern überwiegend positiv aufgenommen. Viele lobten das innovative Gameplay von Thief, wie es bis dahin in der Form nur wenig zu finden war. Der Charakter Garretts und die mystische Handlung waren Hauptgründe für die guten Bewertungen. Auch wenn es vielleicht nicht hauptsächlich die Absicht von Thief war, erzeugten die unheimlichen Schauplätze, gepaart mit übernatürlichen Monstern und perfekter Soundkulisse (Thief war eines der ersten Spiele, die Raumklang und EAX unterstützen), eine Atmosphäre der Angst, und nicht wenige Spieler betrachten den ersten Teil der Thief-Reihe als eines der besten Spiele, das für gute Schreckmomente sorgen kann.
Innerhalb von zwei Jahren verkaufte sich das Spiel rund 500.000 Mal und warf Gewinne sowohl für Entwickler Looking Glass als auch Publisher Eidos ab. Eidos schloss mit Looking Glass einen Entwicklungsvertrag über vier weitere Spiele ab.